# Chiến tranh Kree–Skrull
Chiến tranh Kree–Skrull là một loạt truyện được viết bởi Roy Thomas và được vẽ bởi Sal Buscema, Neal Adams và John Buscema. Câu chuyện ban đầu được xuất bản trong bộ truyện tranh của Marvel Comics với tựa đề  Avengers  #89–97 (phát hành từ tháng 6 năm 1971 đến tháng 3 năm 1972).
Chiến tranh Kree–Skrull đáng chú ý vì phạm vi vũ trụ của chiến tranh giữa các vì sao, dàn nhân vật khổng lồ, sử dụng phép ẩn dụ và ngụ ngôn (ví dụ, cho Joseph McCarthy và HUAC), và sự giới thiệu của tình yêu giữa Vision và Scarlet Witch, đã trở thành chủ đề liên tục cho các nhân vật (và nhóm Avengers) trong nhiều năm tới. Chiến tranh Kree–Skrull được các nhà phê bình đánh giá là một điểm nhấn trong thời đại của nó, và là đỉnh cao của một chuỗi các hợp tác đáng chú ý giữa Thomas và Adams từ thời kỳ này, bắt đầu với việc họ chạy trên  X-Men  vào năm 1969.

### Phim
- Kevin Feige đã xác nhận rằng  Captain Marvel  sẽ kể về thần thoại của Cuộc chiến Kree-Skrull.[4][5]